# Daniel Popa
Daniel Iliuţă Popa (sinh ngày 14 tháng 7 năm 1994) là một cầu thủ bóng đá người România thi đấu cho Dinamo București ở vị trí tiền đạo.